# Antillas del Sur
Las Antillas del Sur, Antillas Australes o Antartillas es el nombre que recibe el conjunto insular de origen volcánico que se extiende en forma de una gran sinusoide desde los bordes sudorientales del mar Argentino hasta bordear las costas occidentales de la península Antártica.
Los archipiélagos que componen al conjunto de las Antillas del Sur son las áreas emergidas de la continuación submarina de la cordillera de los Andes, tal continuación submarina es llamado Arco de las Antillas Australes. Algunos geógrafos, particularmente  chilenos, han postulado la tesis según la cual esta cadena sería la división natural entre los océanos Atlántico y Pacífico.
Siguiendo criterios geodésicos y geopolíticos se suelen distinguir dos sectores. El primero de ellos lo componen las Antillas del Sur sudamericanas o del océano Atlántico Sur —geodésicamente las ubicadas al norte del paralelo 60° S—, que son estrictamente hablando islas subantárticas. El otro sector es el de las Antillas del Sur que se encuentran al sur del paralelo recién mencionado, este sector es de islas antárticas, que se encuentran bajo el régimen del Tratado Antártico.
Otro criterio geográfico es el que sitúa los límites antárticos en la Convergencia Antártica, si se utiliza tal criterio todas las Antillas del Sur se encuentran ya en área antártica (aunque las más septentrionales se ubiquen en el límite entre la Confluencia Antártica y el Atlántico Sur).
Por lo precedente se observa que las Antillas del Sur en su sector al norte del paralelo 60° forman parte del conjunto de islas del Atlántico Sur. Todas las Antillas del Sur son reclamadas por el Reino Unido, como Territorio Británico de Ultramar y como parte de su Territorio Antártico Británico; y por Argentina, que las incluye en el Departamento Antártida Argentina, y dentro del Departamento Islas del Atlántico Sur, de la Provincia de Tierra del Fuego, Antártida e Islas del Atlántico Sur.
Respecto a la soberanía reclamada por estos países sobre los territorios de las Antillas del Sur Antárticas, sus reclamaciones quedan sujetas al Tratado Antártico. Sin embargo, en las islas del Atlántico Sur reivindicadas por Argentina también se comprenden las Islas Malvinas, las cuales por razones geográficas y geológicas, no forman parte de las Antillas del Sur.
De los dos sectores de Antillas del Sur se pueden destacar (de norte a sur) los siguientes archipiélagos:

## Antillas del Sur Subantárticas
Aunque son administradas como territorios de ultramar por el Reino Unido, la soberanía sobre estos archipiélagos está en litigio con la Argentina.
- Islas Aurora
- Islas Georgias del Sur
- Islas Sandwich del Sur

## Antillas del Sur Antárticas
La soberanía sobre estos archipiélagos es reivindicada por Argentina, Chile (excepto las Orcadas del Sur) y Reino Unido.
- Islas Orcadas del Sur, reclamada por Argentina y Reino Unido
- Islas Shetland del Sur, reclamada por Argentina, Chile y Reino Unido
- Archipiélago Palmer, reclamada por Argentina, Chile y Reino Unido
- Isla Adelaida, reclamada por Argentina, Chile y Reino Unido, llamada Belgrano por Argentina
- Isla Alejandro I, reclamada por Argentina, Chile y Reino Unido
- Isla Latady, reclamada por Argentina (una pequeña parte al este), Chile y Reino Unido
- Isla Charcot, reclamada por Chile y el Reino Unido

## Soberanía
Todas las Antillas del Sur Subantárticas son reivindicadas por Argentina, pero en la actualidad están bajo control militar del Reino Unido. Las reclamaciones argentinas sobre las islas se sustentan en razones políticas, geográficas e históricas, mientras que las reclamaciones británicas se sustentan en motivos políticos e históricos.
En cuanto a las Antillas del Sur Antárticas, al hallarse al sur del paralelo 60°S en la actualidad —por el Tratado Antártico— todos los ejercicios plenos y efectivos de soberanía se encuentran "congelados". Aunque Argentina  reclama todas las tierras ubicadas entre los meridianos 25° O y 74° O (esto es: la mayor parte de las Antillas del Sur Antárticas son reivindicadas por Argentina como parte de la Antártida Argentina); Chile por su parte reclama el sector entre los meridianos 53° y 90° O (Territorio Chileno Antártico), de modo que las islas Elefante, Shetland del Sur, y las islas frente a las costas de la península Antártica son también reclamadas por Chile. En cuanto al Reino Unido, sus pretensiones (Territorio Antártico Británico) incluyen la totalidad de los archipiélagos en cuestión (tanto las tierras reivindicadas por Argentina como las reivindicadas por Chile).

## Geografía
Todas las Antillas del Sur son montañosas y de costas con relieves de origen glaciar (abundan los fiordos), en casi todos estos fiordos desembocan glaciares actualmente en regresión. El conjunto de las Antillas del Sur subantárticas presenta regiones despejadas de nieves durante el prolongado verano, en estas extensiones prospera una formación vegetal de tipo tundra y tussok. Estas islas casi siempre se encuentran cubiertas por campos de hielo, en esto último la que más se destaca es la gran isla Alejandro I, que se encuentra recubierta por un inlandsis que (sobre el Canal Jorge VI, llamado Sarmiento por Argentina) le mantiene unida a la península Antártica, la máxima altitud de las Antillas del Sur se encuentra precisamente en el noreste de la citada isla Alejandro I frente a la bahía Margarita, en el monte Stephensen, de 2.987 m snm
El vulcanismo es activo en ciertos segmentos de este eslabón insular, de modo que en las cercanías del archipiélago Melchior es posible, aún en pleno invierno antártico, nadar en ciertas zonas ya que se encuentran calentadas por volcanes submarinos.

## Historia
Gabriel de Castilla y los expedicionarios (mayoritariamente) hispanos que le acompañaban fueron los primeros en descubrir las Antillas del Sur en pleno siglo XVII, posteriormente foqueros hispanos (principalmente procedentes del Cono Sur) solieron hacer estadías y campamentos durante los veranos, es a mediados del siglo XVIII que comienza la irrupción de foqueros y balleneros de otros orígenes —por ejemplo ingleses—.